# Islas Palm

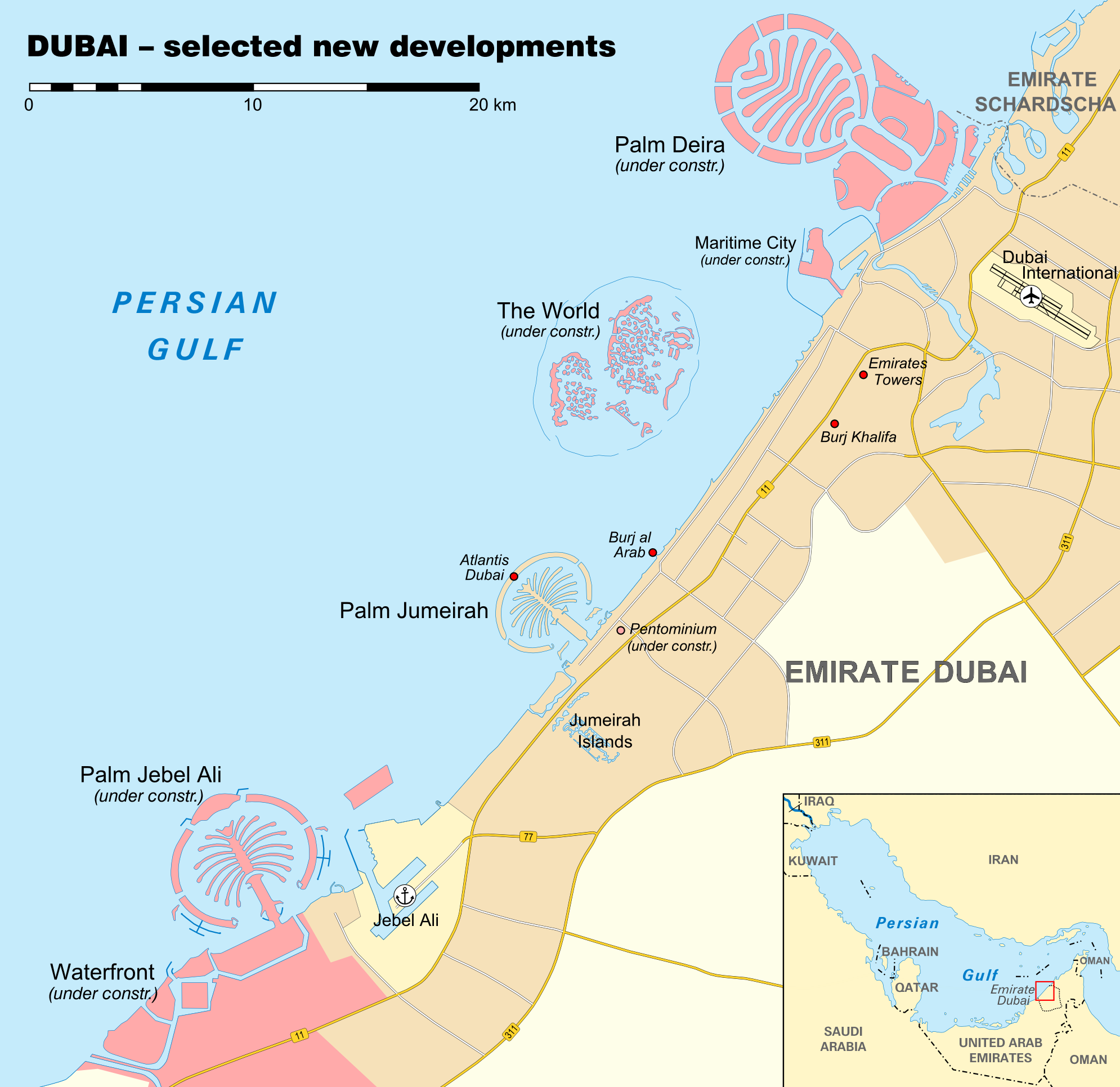
Mapa de los diversos proyectos de islas artificiales entre ellos las Islas Palm.

Las islas Palm (Palm Islands) son unas islas artificiales actualmente en construcción, las cuales están entre las más grandes del mundo en su tipo. Sobre estas islas, se construirá infraestructura de tipo comercial y residencial, pues se espera que se conviertan en uno de los mejores destinos turísticos del mundo. Se encuentran en la costa de la ciudad de Dubái, en los Emiratos Árabes Unidos. El proyecto aumentará en unos 320 km la superficie de playas de Dubái y la lleva a cabo la empresa Nakheel Properties, la cual a su vez, encomendó su construcción y desarrollo a las compañías belga Jan de Nul y neerlandesa Van Oord.
Estas islas deben su nombre a su forma, una palmera de dátil, y se componen de tres secciones principales:
1. El tronco: En donde se encuentra la avenida principal de la isla y se localizan los accesos principales. Llega también a la segunda parte de la isla denominada
2. Las frondas: Simula el follaje de la palmera y en las tres islas, esta zona será de uso exclusivamente residencial.
3. Creciente: Rodea a la isla en forma de media luna (de aquí el nombre) y que actúa como un rompeolas gigantesco.

Las Palmeras Jumeirah y Jebel Ali en su construcción requieren 100 millones de m³ de roca y arena. La Palm Deira contará con un volumen de arena y roca diez veces mayor que el de las Palmas Jumeirah y Jebel Ali. Las islas contarán con grandes zonas residenciales, villas, apartamentos, restaurantes, parques temáticos, zonas de entretenimiento, marinas, centros comerciales y hoteles de lujo. Los nombres de las islas son Jumeirah, Jebel Ali y Deira.

## Palma Jumeirah

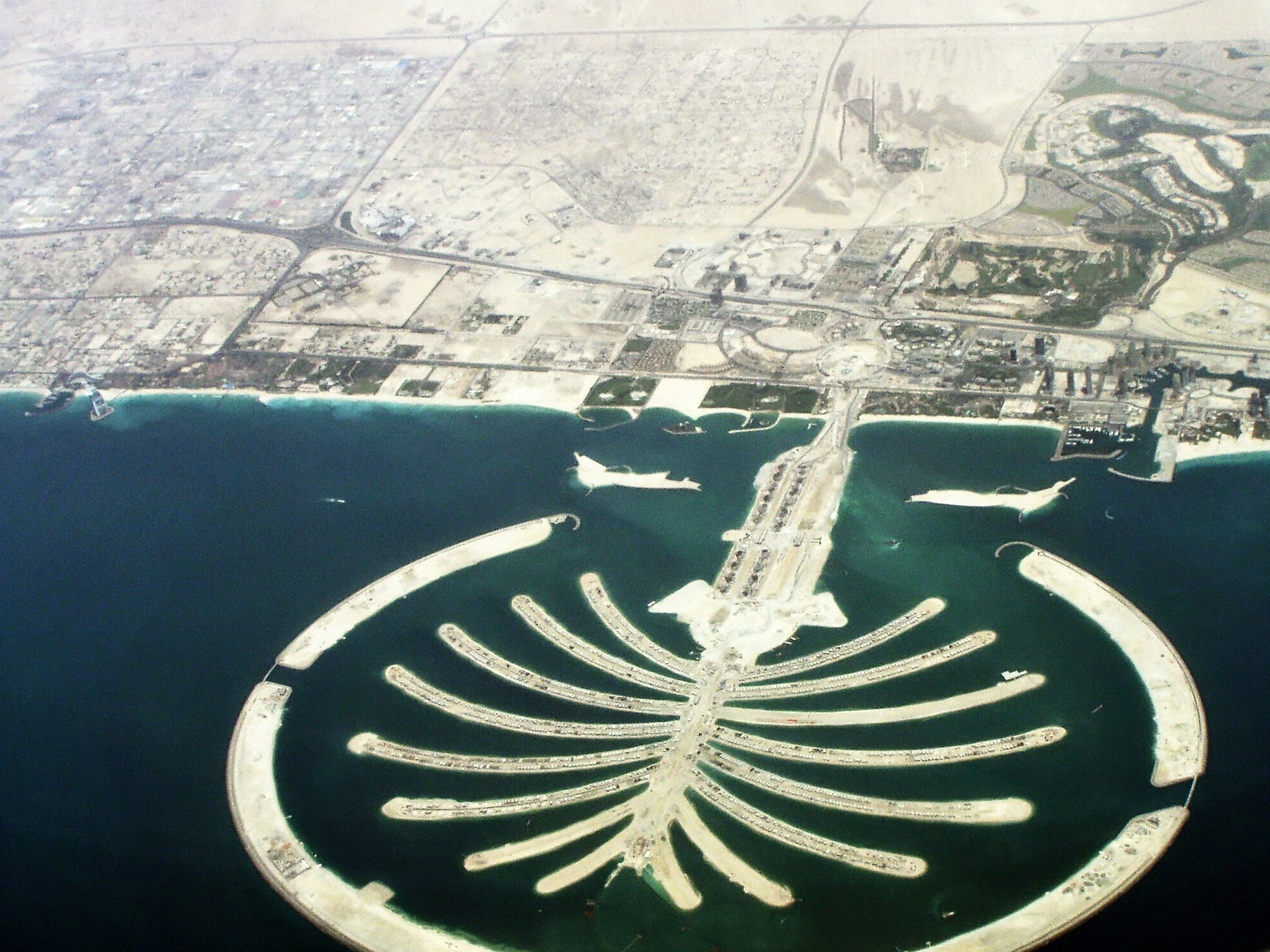
La Palma Jumeirah en junio de 2005.

Se inició su construcción en 2001 y es la más pequeña de las 3 islas, con 5,6 km² Su longitud es de 5 km y su ancho de 5,5 km. Añadió 78 kilómetros de costa a la ciudad de Dubái. La primera fase del desarrollo de la Palm Jumeirah promovió residencias dentro de los próximos 3 a 4 años.
Los primeros propietarios comenzaron a mudarse a la isla a finales de 2006, cinco años después de comenzado el proyecto, según señaló Nakheel Properties, empresa desarrolladora de la obra.
En ella se encontrará uno de los hoteles de la cadena Trump: el Palm Trump Hotel & Tower Dubai, también, otro proyecto que ya está en construcción: el Atlantis Tower el cual terminó de construirse en diciembre de 2008, aunque comenzó a funcionar por completo en 2009.

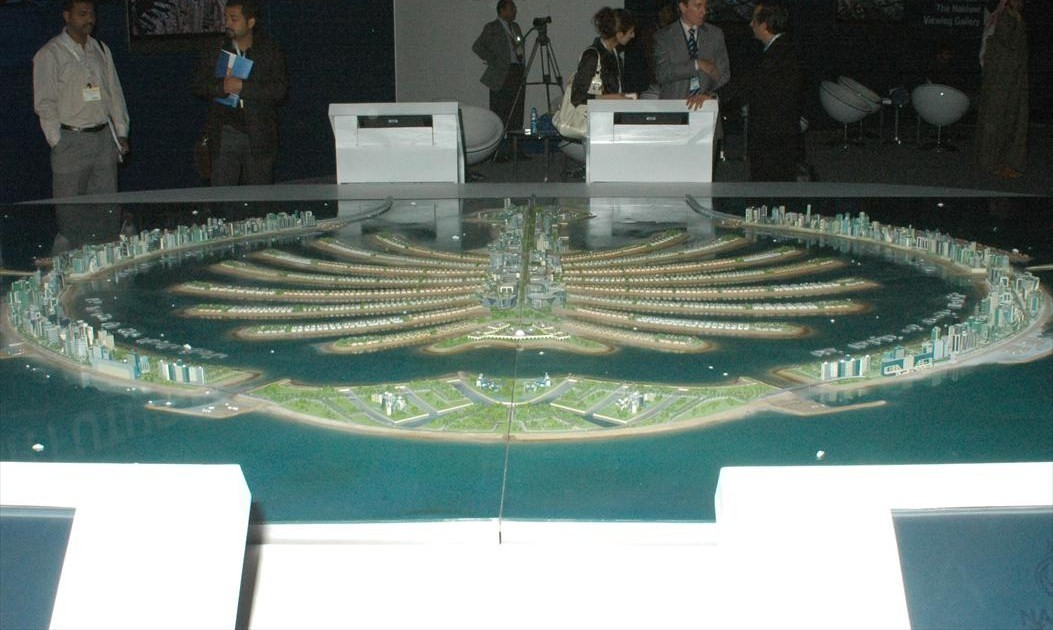
Modelo de Palm Jebel Ali.

## Palm Jebel Ali
Es la segunda de las islas artificiales de acuerdo a su tamaño (8,4 km²). Sus dimensiones son de 7 km por 7,5 km. Se comenzó a construir en 2002.
Su diseño es el más interesante pues, visto desde el aire, se podrá leer un poema de 84 letras creado por 404 casas sobre el agua, uno de los cuales dirá así:

Toma la sabiduría  del sabio, 
Esto lleva a un hombre de visión a externo  y o. Acuífero sobre el agua. 
No todo el que monta el caballo es un jockey. 
Grandes hombres llevan a grandes desafíos.

En 2007, se terminó la formación de la base de la isla, pero aún no hay casas ni ninguna construcción. Desde el 2009 el proyecto está parado por la crisis financiera.

## Palm Deira

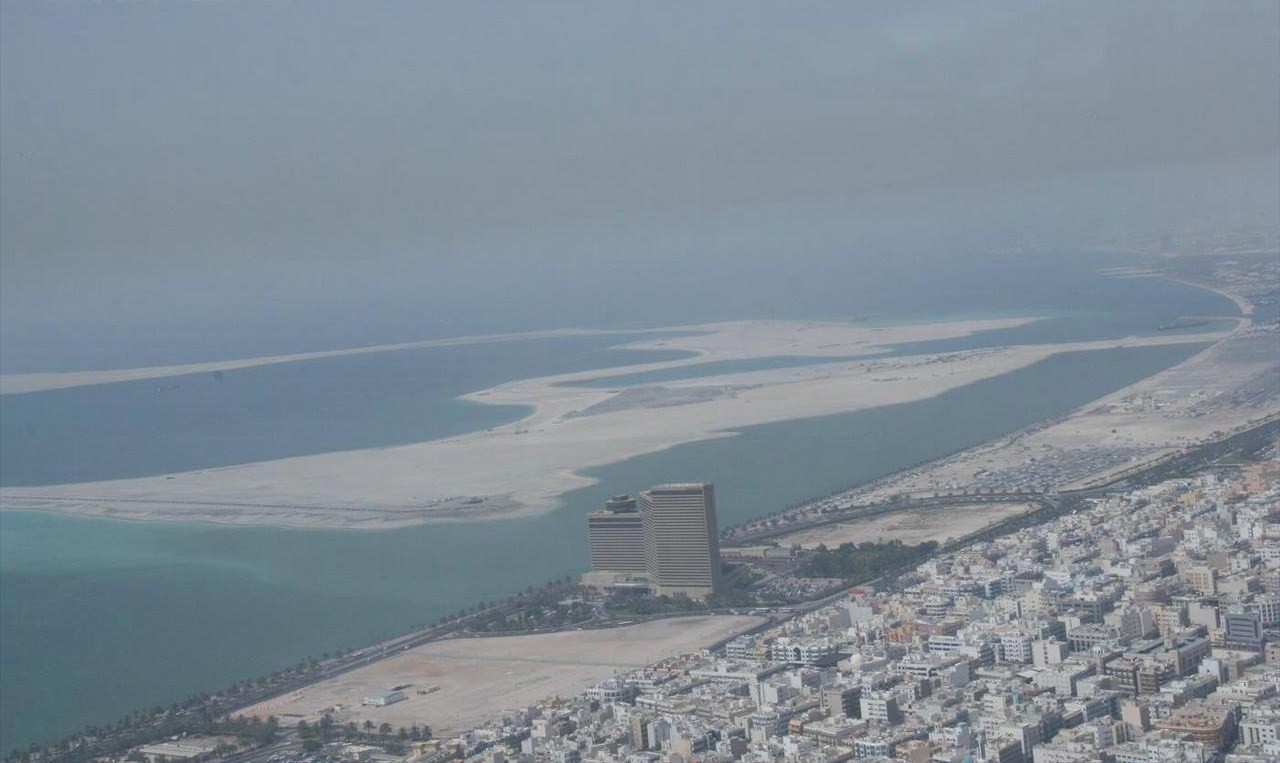
La Palm Deira en mayo de 2007

Finalmente la Palm Deira es la más grande de las islas y las supera por mucho en cuanto a su tamaño. De largo mide 14 km y de ancho 5,5 km ocupará una superficie aproximada de 46,35 km² de tierra y rocas. La construcción empezó en finales de 2005, pero estuvo parado un tiempo por la crisis financiera. A pesar de esto recientemente se inició la construcción de carreteras y jardines, pero todavía no hay edificios.

## The World

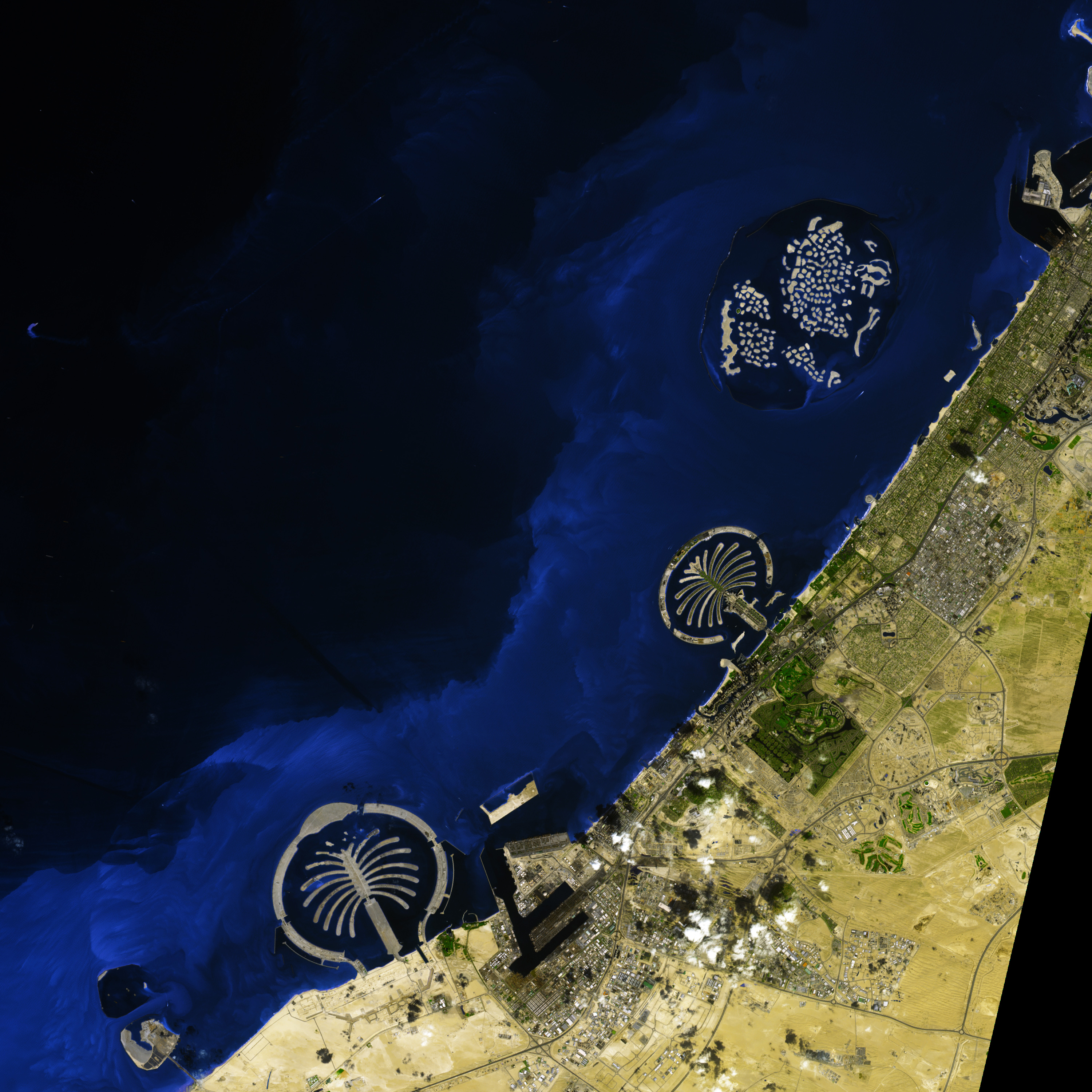
The World en 2009.

También en el mar, entre la Palm Jumeirah y la Palm Deira, se localiza un conjunto de 300 islas artificiales llamadas "The World" debido a que juntas crean la forma del mundo. Aún está en construcción pero no tiene fecha exacta para la finalización de las obras. Cubrirán un total aproximado de 9.340.000 metros cuadrados (9,34 km²), y añaden 232 kilómetros de línea costera o playas al Emirato de Dubái. Cada isla será una propiedad y dependiendo de su tamaño, los propietarios podrán construir una residencia en ella. Ya han comprado una isla algunas celebridades como Michael Schumacher, David Beckham y Rod Stewart. El proyecto estuvo abandonado por casi 10 años debido a la crisis económica, pero en 2016 se empezó la construcción en un proyecto llamado "Heart of Europe".

## The Universe
The Universe es un complejo de islas artificiales con formas astrales que se construirá en Dubái, Emiratos Árabes Unidos frente a la zona costera de Jumeirah, que abrazará a The World y que se extenderá hasta las palmas Jumeirah y Deira. Será un complejo residencial, hotelero y donde se desarrollarán nuevos megaproyectos.

## Construcción
Para construir estos proyectos de arena, es necesario extraer arena del fondo del golfo Pérsico. Esta parte del proyecto fue encomendada a la compañía belga Jan De Nul y la holandesa Van Oord. La arena es luego arrojada por un barco y guiado por un sistema de GPS, por un guía desde la costa de la isla. Este sistema es único en el mundo. Para llevar a cabo el proceso, son necesarias dragas eficientes y potentes que estén a la altura del proyecto. Sin ir más lejos, la draga más grande del mundo, la "Cristóbal Colón", construida en La Naval de Sestao (España), es empleada en este mega proyecto. Alrededor de cada palmera hay un gran rompeolas de piedra.
El rompeolas de la Palm Jumeirah tiene más de 7 millones de toneladas de rocas. Las rocas fueron colocadas una por una por una grúa, seguidas por un buzo y cada una posee una coordenada específica.
El trabajo en la Palm Jebel Ali fue comenzado por el grupo constructor Jan De Nul en 2002 y finalizado para finales de 2006. El proyecto de dicha isla incluye también la construcción de una península de 4 kilómetros de largo, protegida por un rompeolas de 200 metros de ancho y 17 kilómetros de largo alrededor de la isla.
Fueron recuperados 135 millones de metros cúbicos de arena y piedra caliza.
La construcción de dicha isla fue inspirada en Alá.